# Il gondoliere veneziano o sia Gli sdegni amorosi
Il gondoliere veneziano o sia Gli sdegni amorosi (nella prima edizione, I sdegni amorosi tra Bettina putta de campielo e Buleghin barcariol venezian) è un intermezzo comico in due parti per musica di Carlo Goldoni composto nel 1732 per il Teatro Regio Ducale di Milano. La partitura musicale, di autore rimasto ignoto, è andata perduta.
Scrisse l'autore nelle sue Mémoires: Mi pregarono di comporre un intermezzo a due voci. Lo feci; il suonator di violino vi fece la musica. Lo cantarono nel teatro e fu applaudito. [...] Picciola cosa, è vero, ma come da un picciolo ruscelletto scaturisce talvolta....

## Trama
Venezia. Nonostante le promesse fatte alla fidanzata Bettina, il gondoliere veneziano Buleghin - affetto da ludopatia - perde tutto al gioco. Bettina, mascherata da gondoliere, raccoglie le confidenze di Buleghin e - capita la sincerità del sentimento amoroso nei suoi confronti - lo perdona e lo sposa.  

## Arie
- La zelosa sempre cerca
- Sento el ziogo che me chiama
- Ti ha inteso el mio patto
- Vardè là che bambozzetto
- Bettina, lassarte
- Caro ti, no ziogar tanto

## Poetica
Il problema del vizio del gioco, molto diffuso nella Venezia del Settecento in ogni rango sociale, era molto sentito da Goldoni (lo definì il peggiore dei vizi) e ritornò sull'argomento nel 1750 con la commedia Il giuocatore.
La breve pièce (un semplice dialogo a due, tutto giocato sui dispetti e sulle riconciliazioni tra i due fidanzati) dà modo a Goldoni di creare una fluida vivacità verbale nei recitativi.